# 于湘蘭
于湘蘭，中國清朝官員，本籍中國山東。于湘蘭於1860年（咸豐10年）接替雷以鎮，於台灣擔任台灣府台灣縣知縣。管轄約今台灣南部之嘉義縣、嘉義市、台南縣、市全境及高雄縣部份區域。該區域面積約為4500平方公里，也是清治時期台灣島之漢人集中地所在。
| 前任： 雷以鎮 | 台灣府台灣縣知縣 1860年上任 | 繼任： 白鷺卿 |